# Cuento antinavideño
Los Cuentos Antinavideños son una forma literaria escrita con estructura de monólogo que invierten los temas tradicionales de la Navidad remplazándolos con humor negro y situaciones bizarras.

## Historia
Desde el año 2003 dramaturgos mexicanos a escriben bajo este formato con el fin de montar en escena los cuentos seleccionados y presentarlos en fechas navideñas. Surge por inspiración del dramaturgo canadiense Yvan Bienvenue en 1990. Bienvenue convoca a escritores a desarrollar este tipo de dramaturgia para ser representadas por un solo actor y elementos escenográficos mínimos. Entre los cuentos más conocidos de este escritor canadiense se encuentran "Les Foufs", que narra la historia de un joven que al despertarse al lado de una sexy skinhead, descubre la falta de uno de sus riñones, y "Joyeux Noël Julie", la historia de un violador en serie que es secuestrado y asesinado por sus víctimas que consideran que la sentencia dada por la justicia fue ligera.